# Calixte Ligue
Calixte Ligue, né le 21 mars 2005 à Zurich en Suisse, est un footballeur suisse, qui évolue au poste d'arrière gauche au FC Zurich.

## Biographie

### En club
Né à Zurich en Suisse, Calixte Ligue est formé par le FC Zurich. Le 18 décembre 2021, il fait ses débuts en professionnel, lors d'un match de Super League contre le FC Lucerne. Il entre en jeu à la place d'Antonio Marchesano.
Initialement formé au poste d'attaquant, Ligue est repositionné en défense au cours de la saison 2024-2025, s'imposant comme un titulaire dans le club zurichois.
Le 9 mars 2025, Ligue prolonge son contrat avec le FC Zurich, étant désormais lié au club jusqu'en juin 2030.

### En sélection
Calixte Ligue représente l'équipe de Suisse des moins de 17 ans, jouant au total huit matchs entre 2021 et 2022.
Calixte Ligue joue son premier match avec l'équipe de Suisse espoirs le 21 mars 2025, jour de ses 20 ans, face à l'Autriche où il est titularisé,.